# Турнёр, Морис
Морис Турнёр (фр. Maurice Tourneur, при рождении Морис Феликс Томас фр. Maurice Thomas; 2 февраля 1876 — 4 августа 1961) — французский режиссёр, сценарист. 
Родился и умер в Париже. Отец американского сценариста и режиссёра Жака Турнёра. Начал свою карьеру в 1912 году. Два года спустя переехал в США. Вернулся во Францию в 1928 году. Похоронен на кладбище Пер-Лашез.

## Избранная Фильмография
- 1915 — Трильби
- 1917 — Бедная маленькая богатая девочка
- 1919 — Победа
- 1920 — Последний из могикан
- 1920 — Остров сокровищ
- 1923 — Остров погибших кораблей / The Isle of Lost Ships
- 1923 — Медный кувшин
- 1924 — Белый мотылёк
- 1938 — Катя
- 1941 — Коварный лис / Volpone
- 1941 — Грехи молодости / Péchés de jeunesse
- 1942 — Мадемуазель Бонапарт / Mam'zelle Bonaparte
- 1943 — Рука дьявола / La main du diable
- 1944 — Сесиль мертва! / Cécile est morte!
- 1948 — После любви / Après l'amour (фр.)
- 1948 — Тупик двух ангелов / Impasse des Deux Anges